# سيميوني تامانيساو
سيميوني تامانيساو (بالإنجليزية: Simione Tamanisau)‏ (5 يونيو 1982 سوفا فيجي - ) هو لاعب كرة قدم فيجي، يلعب كحارس مرمى، شارك في كرة القدم في الألعاب الأولمبية الصيفية 2016.

## روابط خارجية
- سيميوني تامانيساو على موقع الاتحاد الدولي (مؤرشف)  (الإنجليزية)
- سيميوني تامانيساو على موقع قاعدة بيانات كرة القدم.إي يو (الإنجليزية)
- سيميوني تامانيساو على موقع ناشيونال فوتبول تيمز (الإنجليزية)
- سيميوني تامانيساو على موقع Soccerway.com (الإنجليزية)
- سيميوني تامانيساو على موقع عالم كرة القدم.نت (الإنجليزية)
- سيميوني تامانيساو على موقع أوليمبيديا (الإنجليزية)